# Mercedes-Benz W120

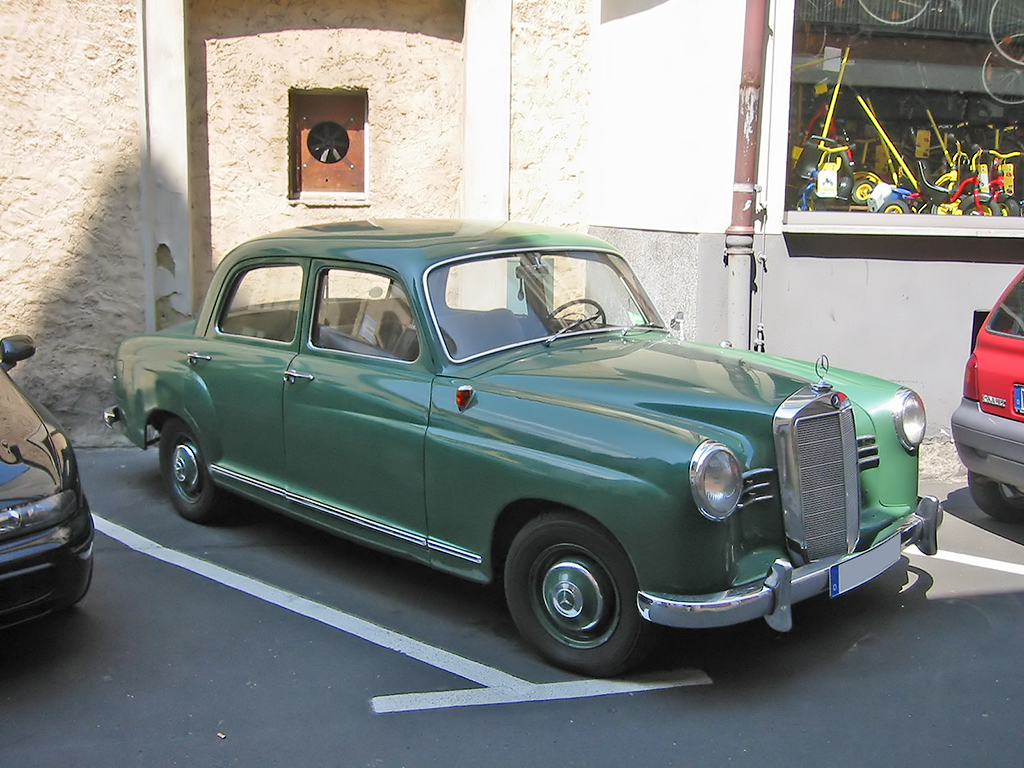
Mercedes 180 - W120 sprzed liftingu

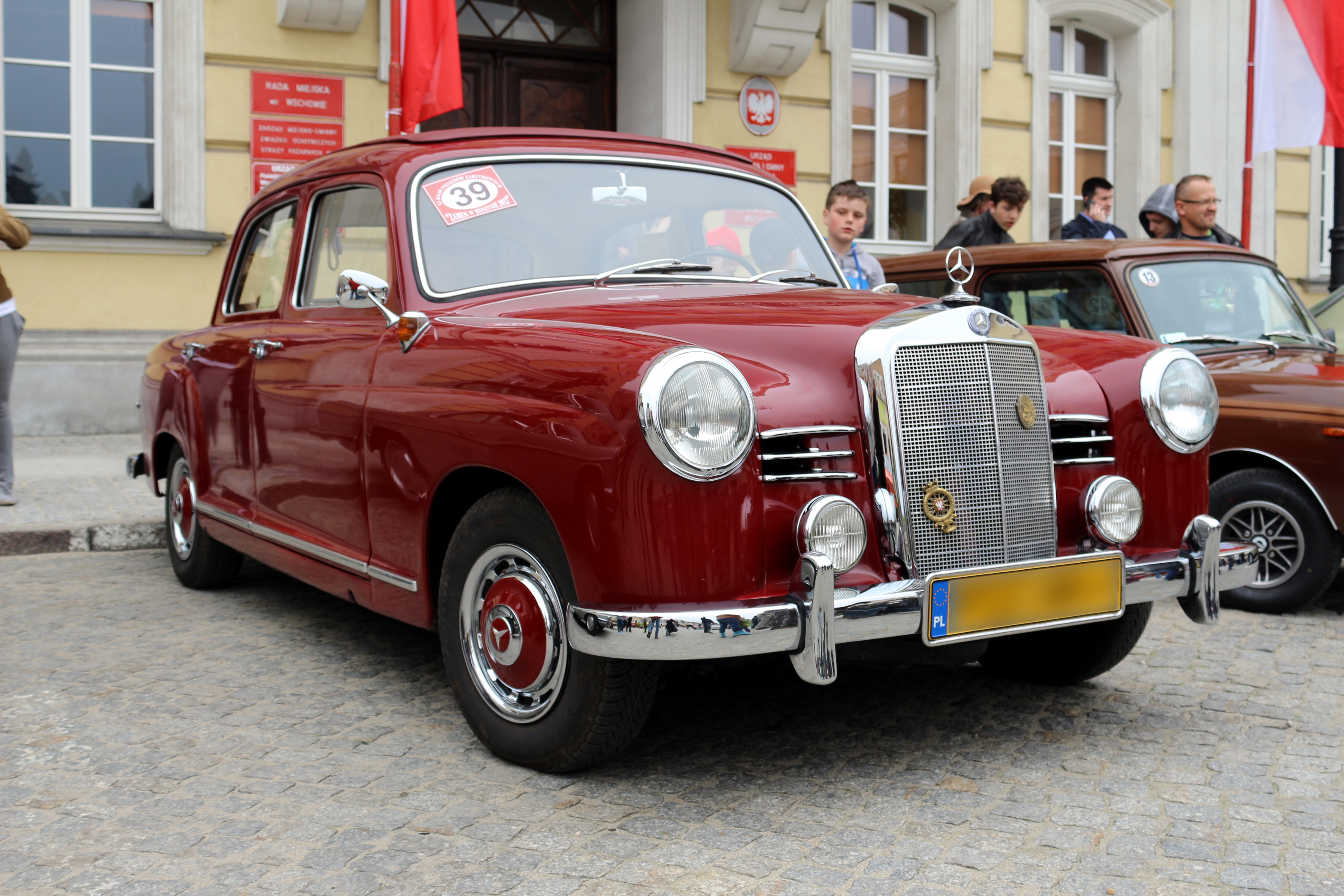
Mercedes-Benz W120 180D 1954

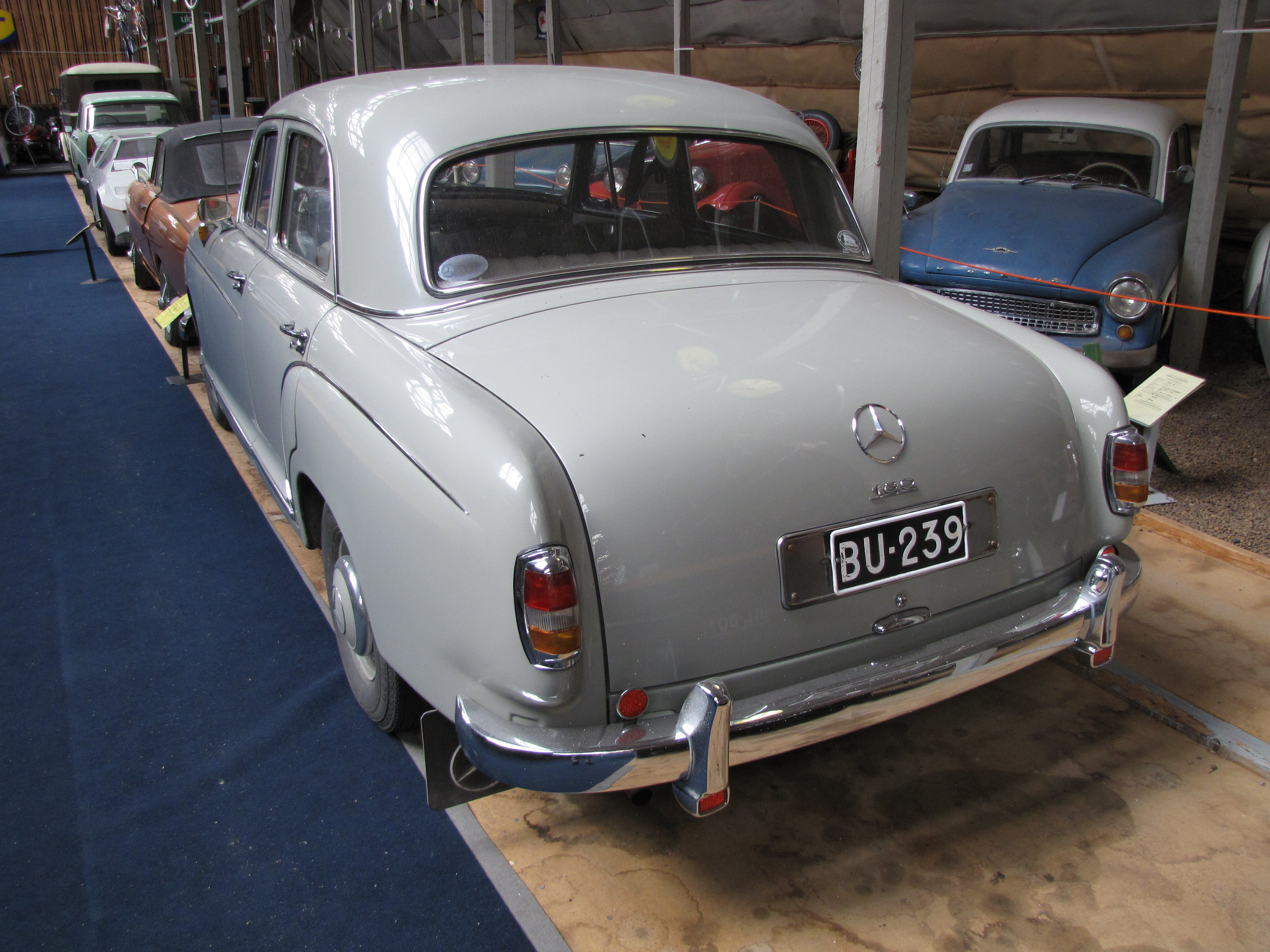
Mercedes-Benz 180a (1958)

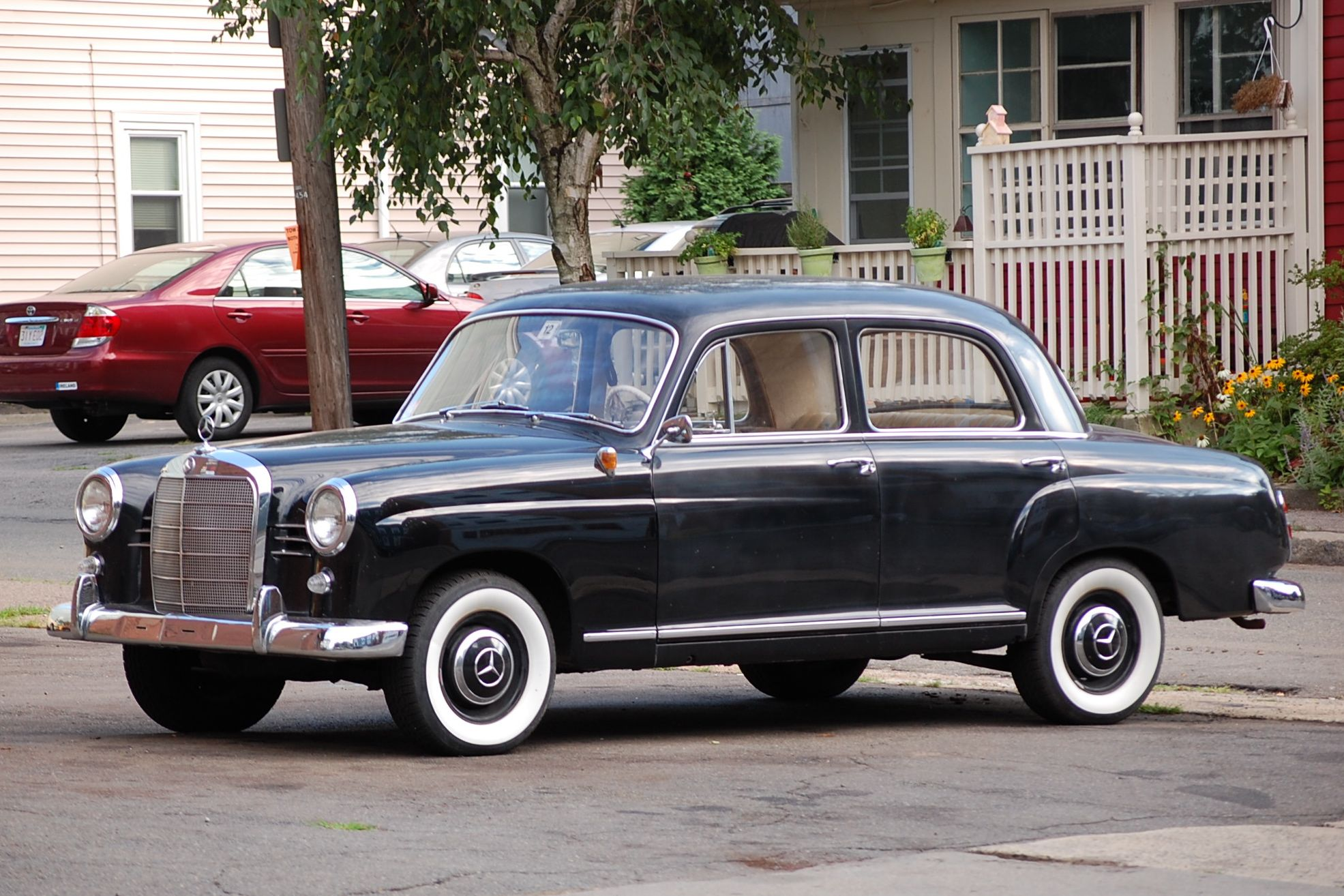
Mercedes-Benz 190D

Mercedes-Benz W120 i W121 – seria samochodów produkowanych przez firmę Mercedes-Benz w latach 1953–1962. Powstały dwa modele "180" i "190", a następnie zostały zastąpione przez W110 na początku 1961. Mercedes-Benz wrócił do tego segmentu rynku w 1982 z modelem 190E. Wszystkie samochody tej serii wyglądają bardzo podobnie, ciężko odróżnić nawet 220SE od 180. 
Był to pierwszy na świecie seryjnie produkowany samochód wyposażony w strefę kontrolowanego zgniotu.
Roadster R121, lepiej znany jako 190SL, był produkowany od 1955 do 1963.
Mercedes produkował również 6-cylindrowy silnik do większych modeli W128 / W180 220.

## Modele
| Type       | Numer podwozia | Lata produkcji | Model | Silnik                   | Wielkość produkcji |
| ---------- | -------------- | -------------- | ----- | ------------------------ | ------------------ |
| W120 sedan | W120.010       | 1953–1957      | 180   | 1,8 l M121 R4            | 52 186             |
| W120 sedan | W120.010       | 1957–1959      | 180a  | 1,8 l M121 R4            | 27 353             |
| W120 sedan | W120.010       | 1959–1961      | 180b  | 1,8 l M121 R4            | 29 415             |
| W120 sedan | W120.010       | 1961–1962      | 180c  | 1,8 l M121 R4            | 9280               |
| W120 sedan | W120.110       | 1953–1959      | 180D  | 1,8 l OM636 diesel R4    | 116 485            |
| W120 sedan | W120.110       | 1959–1961      | 180Db | 1,8 l OM636 diesel R4    | 24 676             |
| W120 sedan | W120.110       | 1961–1962      | 180Dc | 2,0 l OM621 IV diesel R4 | 11 822             |
| W121 sedan | W121.010       | 1956–1959      | 190   | 1,9 l M121 R4            | 61 345             |
| W121 sedan | W121.010       | 1959–1961      | 190b  | 1,9 l M121 R4            | 28 463             |
| W121 sedan | W121.110       | 1958–1959      | 190D  | 1,9 l OM621 I diesel R4  | 20 629             |
| W121 sedan | W121.110       | 1959–1961      | 190Db | 1,9 l OM621 I diesel R4  | 61 309             |

## Dane techniczne

### W120
| Wersja                | Silnik:                           | Układ zasilania:      | Moc maksymalna:                    | Maks. moment obrotowy        | 0-100 km/h:        | V-max:             | Śr. zuż. paliwa/100 km: |
| Silniki benzynowe:    | Silniki benzynowe:                | Silniki benzynowe:    | Silniki benzynowe:                 | Silniki benzynowe:           | Silniki benzynowe: | Silniki benzynowe: | Silniki benzynowe:      |
| --------------------- | --------------------------------- | --------------------- | ---------------------------------- | ---------------------------- | ------------------ | ------------------ | ----------------------- |
| 180                   | R4 1,8 l (1767 cm³)               | gaźnik Solex 32 PICB  | 52 KM (38 kW) przy 4000 obr./min   | 112 N•m przy 1800 obr./min   | ~ 28,4 s           | 126 km/h           | 8,7 l                   |
| 180a                  | R4 1,8 l (1767 cm³), SOHC         | gaźnik Solex 32 PICB  | 65 KM (48 kW) przy 4500 obr./min   | 127,5 N•m przy 2200 obr./min | ~ 20,3 s           | 135 km/h           | 10,9 l                  |
| 180b                  | R4 1,9 l (1897 cm³), SOHC         | gaźnik Solex 32 PICB  | 68 KM (50 kW) przy 4400 obr./min   | 129 N•m przy 2500 obr./min   | ~ 20,1 s           | 135 km/h           | 10,9 l                  |
| 180c                  | R4 1,9 l (1897 cm³), SOHC         | gaźnik Solex 32 PICB  | 68 KM (50 kW) przy 4400 obr./min   | 129 N•m przy 2500 obr./min   | ~ 19,5 s           | 135 km/h           | 10,9 l                  |
| Silniki wysokoprężne: |                                   |                       |                                    |                              |                    |                    |                         |
| 180D                  | R4 1,8 l (1767 cm³), SOHC, diesel | pompa wtryskowa Bosch | 40 KM (29,5 kW) przy 3200 obr./min | 101 N•m przy 2000 obr./min   | ~ 45,1 s           | 110 km/h           | 6,3 l                   |
| 180Db                 | R4 1,8 l (1767 cm³), SOHC, diesel | pompa wtryskowa Bosch | 43 KM (31,5 kW) przy 3200 obr./min | 101 N•m przy 2000 obr./min   | ~ 41,7 s           | 110 km/h           | 6,8 l                   |
| 180Dc                 | R4 2,0 l (1988 cm³), SOHC, diesel | pompa wtryskowa Bosch | 48 KM (35 kW) przy 3800 obr./min   | 108 N•m przy 2000 obr./min   | ~ 34,6 s           | 110 km/h           | 7,1 l                   |

### W121
| Wersja                | Silnik:                     | Układ zasilania:      | Moc maksymalna:                  | Maks. moment obrotowy      | 0-100 km/h:        | V-max:             | Śr. zuż. paliwa/100 km: |
| Silniki benzynowe:    | Silniki benzynowe:          | Silniki benzynowe:    | Silniki benzynowe:               | Silniki benzynowe:         | Silniki benzynowe: | Silniki benzynowe: | Silniki benzynowe:      |
| --------------------- | --------------------------- | --------------------- | -------------------------------- | -------------------------- | ------------------ | ------------------ | ----------------------- |
| 190                   | R4 1,9 l (1897 cm³), SOHC   | gaźnik Solex 32 PAITA | 75 KM (55 kW) przy 4600 obr./min | 136 N•m przy 2800 obr./min | ~ 18,2 s           | 140 km/h           | 8,9 l                   |
| 190b                  | R4 1,9 l (1897 cm³), SOHC   | gaźnik Solex 32 PAITA | 80 KM (59 kW) przy 4800 obr./min | 139 N•m przy 2800 obr./min | ~ 16,6 s           | 145 km/h           | 11 l                    |
| Silniki wysokoprężne: |                             |                       |                                  |                            |                    |                    |                         |
| 190D                  | R4 1,9 l (1897 cm³), diesel | pompa wtryskowa Bosch | 50 KM (37 kW) przy 4000 obr./min | 108 N•m przy 2200 obr./min | ~ 31,3 s           | 120 km/h           | 7,1 l                   |
| 190Db                 | R4 1,9 l (1897 cm³), diesel | pompa wtryskowa Bosch | 50 KM (37 kW) przy 4000 obr./min | 108 N•m przy 2200 obr./min | ~ 31,3 s           | 120 km/h           | 7,1 l                   |